# يوهان فون ليرس
يوهان فون ليرس (بالألمانية: Johann von Leers)، أو ـ كما عُرف لاحقًا بعد إسلامه ـ عمر أمين (25 يناير 1902 ـ 5 مارس 1965) هو محارب قديم (بالألمانية: Alter Kämpfer) وضابط شرفي بقوات الفافن إس إس في ألمانيا النازية. كان أيضًا أستاذًا جامعيًا عُرف بسجاله المعادي لليهودية، وواحدًا من أهم منظّري فكر الرايخ الثالث، حيث كان مسؤولًا رفيع المستوى بوزارة الدعاية. كان يجيد خمس لغات، من بينها الهولندية واليابانية.
في سنة 1945، فر فون ليرس إلى إيطاليا، حيث عاش خمس سنوات، قبل أن ينتقل إلى الأرجنتين سنة 1950، مواصلًا أنشطته الدعائية، ومنها انتقل إلى مصر، حيث تحول إلى الإسلام وتسمى "عمر أمين"، وعمل في مصلحة الاستعلامات المصرية في عهدي الرئيسين محمد نجيب وجمال عبد الناصر، كما عُين مستشارًا للرئيس جمال عبد الناصر.

## روابط خارجية
- يوهان فون ليرس على موقع مونزينجر (الألمانية)